# Néophyte VIII de Constantinople

Néophyte VIII de Constantinople (en grec Νεόφυτος Η', né en 1832 et mort en 1909) fut patriarche de Constantinople du 8 novembre 1891 au 6 novembre 1894.